# Kvarnsjön (Örsås socken, Västergötland)
Kvarnsjön är en sjö i Svenljunga kommun i Västergötland och ingår i Ätrans huvudavrinningsområde. Sjön har en area på 0,162 kvadratkilometer och ligger 162,3 meter över havet.

## Delavrinningsområde
Kvarnsjön ingår i det delavrinningsområde (637128-134007) som SMHI kallar för Vid mätstation Assmebro. Medelhöjden är 185 meter över havet och ytan är 48,62 kvadratkilometer. Räknas de 24 avrinningsområdena uppströms in blir den ackumulerade arean 652,05 kvadratkilometer. Assman (Jälmån) som avvattnar avrinningsområdet har biflödesordning 2, vilket innebär att vattnet flödar genom totalt 2 vattendrag innan det når havet efter 104 kilometer. Avrinningsområdet består mestadels av skog (69 procent). Avrinningsområdet har 0,3 kvadratkilometer vattenytor vilket ger det en sjöprocent på 0,6 procent. Bebyggelsen i området täcker en yta av 0,69 kvadratkilometer eller 1 procent av avrinningsområdet.